# Deutsches Forschungszentrum für Leistungssport Köln
Das Deutsche Forschungszentrum für Leistungssport „Momentum“ in Köln ist eine sportwissenschaftliche Forschungseinrichtung. Das Forschungszentrum ist der Deutschen Sporthochschule Köln angeschlossen.

## Geschichte
Das Deutsche Forschungszentrum für Leistungssport wurde 2006 an der Deutschen Sporthochschule Köln eröffnet, in den ersten drei Jahren wurde es mit jeweils 500 000 Euro pro Jahr von der Sportstiftung NRW unterstützt. Darüber hinaus wird die Einrichtung von der Landesregierung Nordrhein-Westfalens sowie von Wirtschaftsunternehmen gefördert. Der Beiname „Momentum“ steht für „Masse mal Geschwindigkeit“.
Das Forschungszentrum wird als „zentrale wissenschaftliche Einrichtung der Deutschen Sporthochschule Köln“ erachtet, die zuständige Aufsichtsbehörde ist das Ministerium für Innovation, Wissenschaft und Forschung des Landes Nordrhein-Westfalen.
Es besteht eine enge Zusammenarbeit zwischen dem Forschungszentrum, den Instituten der Deutschen Sporthochschule, dem Landessportbund Nordrhein-Westfalen, Olympiastützpunkten sowie Ärzten und Betreuern von Sportlern.

## Aufgaben
Der frühere Vorsitzende des Forschungszentrums, Joachim Mester, formulierte 2016 die grundlegende Fragestellung, die zur Gründung der Einrichtung führte, mit den Worten: „Wie kann man verstärkt wissenschaftliches Gedankengut in die Betreuung im Spitzensport einbringen?“
Als seine Arbeitsschwerpunkte gibt die Einrichtung folgende an: Grundlagen-, Anwendungs- und Praxisforschung, die Beratung und Betreuung von Spitzensportlern, eine eingehende Untersuchung („Basischeck“), Diagnostik- und Trainingslager, das Wissensmanagement, die Aufbereitung und Verbreitung der Forschungsergebnisse über Datenbanken sowie das Internet und das Abhalten von Tagungen und Konferenzen.